# Liste de stades en Italie
Cet article présente une liste non exhaustive des stades de football d'Italie. Ils peuvent accueillir également des compétitions d'athlétisme, des concerts ou d'autres évènements.
La capacité indiquée est celle autorisée dans le cadre de rencontres de football.
Les stades énumérées sont des installations dotés d'au moins une tribune couverte et sont homologués par la Fédération italienne de football pour la pratique du football de compétition.

## Stades classés selon leur capacité
| Rang | Stade                               | Capacité | Ville             | Club(s) résident(s)          |
| ---- | ----------------------------------- | -------- | ----------------- | ---------------------------- |
| 1    | Stade San Siro                      | 75 7250  | Milan             | Inter Milan, Milan AC        |
| 2    | Stade olympique de Rome             | 67 5850  | Rome              | AS Rome, SS Lazio            |
| 3    | Stade San Nicola                    | 58 2700  | Bari              | SSC Bari                     |
| 4    | Stade Diego Armando Maradona        | 54 7260  | Naples            | SSC Naples                   |
| 5    | Juventus Stadium                    | 41 5070  | Turin             | Juventus FC                  |
| 6    | Stade San Filippo                   | 38 7220  | Messine           | ACR Messine                  |
| 7    | Stade Renato Dall'Ara               | 36 5320  | Bologne           | Bologne FC                   |
| 8    | Stade Renzo Barbera                 | 36 2150  | Palerme           | Palermo FC                   |
| 9    | Stade Luigi Ferraris                | 33 2050  | Gênes             | Genoa CFC, UC Sampdoria      |
| 10   | Stadio Euganeo                      | 32 420   | Padoue            | Calcio Padova                |
| 11   | Stade Marcantonio Bentegodi         | 31 713   | Vérone            | Chievo Vérone, Hellas Verone |
| 12   | Stade Via del Mare                  | 30 534   | Lecce             | US Lecce                     |
| 13   | Stade Arigis                        | 29 739   | Salerne           | US Salernitana               |
| 14   | Stade olympique de Turin            | 28 177   | Turin             | Torino FC                    |
| 15   | Stade Erasmo Iacovone               | 27 584   | Tarente           | Taranto FC                   |
| 16   | Stade Oreste Granillo               | 27 543   | Reggio de Calabre | Reggina 1914                 |
| 17   | Stade Nereo Rocco                   | 25 886   | Trieste           | US Triestina Calcio          |
| 18   | Stade Paolo Mazza                   | 25 420   | Ferrare           | SPAL Ferrara                 |
| 19   | Stade Friuli                        | 25 155   | Udine             | Udinese Calcio               |
| 20   | Stade Pino Zaccheria                | 25 085   | Foggia            | Calcio Foggia                |
| 21   | Stade Artemio-Franchi               | 24 786   | Florence          | ACF Fiorentina               |
| 22   | Stade Renato Curi                   | 23 625   | Pérouse           | AC Perugia Calcio            |
| 23   | Gewiss Stadium                      | 23 439   | Bergame           | Atalanta Bergame             |
| 24   | Stade Angelo Massimino              | 23 266   | Catane            | Catania FC                   |
| 25   | Stade Ennio Tardini                 | 22 352   | Parme             | Parma Calcio                 |
| 26   | Mapei Stadium - Città del Tricolore | 21 525   | Sassuolo          | US Sassuolo, AC Reggiana     |
| 27   | Stade Alberto Braglia               | 21 151   | Modène            | Modena FC                    |
| 28   | Stade San Vito-Gigi Marulla         | 20 987   | Cosenza           | Cosenza Calcio               |
| 29   | Stade Adriatico                     | 20 476   | Pescera           | Delfino Pescara              |
| 30   | Stade Dino Manuzzi                  | 20 194   | Cesena            | Cesena FC                    |
| 31   | Stade Silvio Piola                  | 17 875   | Novare            | Novare FC                    |
| 32   | Stadio Libero Liberati              | 17 460   | Terni             | Ternana Calcio               |
| 33   | Stade Brianteo                      | 17 102   | Monza             | AC Monza                     |
| 34   | Stade Mario Rigamonti               | 16 743   | Brescia           | Brescia Calcio               |
| 35   | Stade Ezio Scida                    | 16 547   | Crotone           | FC Crotone                   |
| 36   | Unipol Domus                        | 16 412   | Cagliari          | Cagliari Calcio              |
| 37   | Stade Benito Stirpe                 | 16 227   | Frosinone         | Frosinone Calcio             |
| 38   | Stade Carlo Castellani              | 16 167   | Empoli            | Empoli FC                    |
| 39   | Stade Artemio Franchi               | 15 725   | Sienne            | ACN Sienne                   |
| 40   | Stade Giovanni Zini                 | 15 191   | Crémone           | US Cremonese                 |
| 41   | Stade Nicola Ceravolo               | 14 650   | Catanzaro         | US Catanzaro                 |
| 42   | Stade Ciro Vigorito                 | 14 461   | Bénévent          | Benevento Calcio             |
| 43   | Stade Armando Picchi                | 14 267   | Livourne          | US Livorno                   |
| 44   | Stade Giuseppe Sinigaglia           | 13 602   | Côme              | Como 1907                    |
| 45   | Stade de la ville d'Arezzo          | 13 128   | Arezzo            | SS Arezzo                    |
| 46   | Stade Pier Luigi Penzo              | 12 048   | Venise            | Venezia FC                   |
| 47   | Stade Romeo Menti                   | 12 000   | Vicence           | L. R. Vicence                |
| 48   | Stade Alberto Picco                 | 11 466   | La Spezia         | Spezia Calcio                |
| 49   | Stade Cino et Lillo Del Duca        | 11 326   | Ascoli Piceno     | Ascoli Calcio                |
| 50   | Arena Garibaldi (it)                | 10 000   | Pise              | Pisa SC                      |

## Galerie des stades

San Siro/Giuseppe Meazza
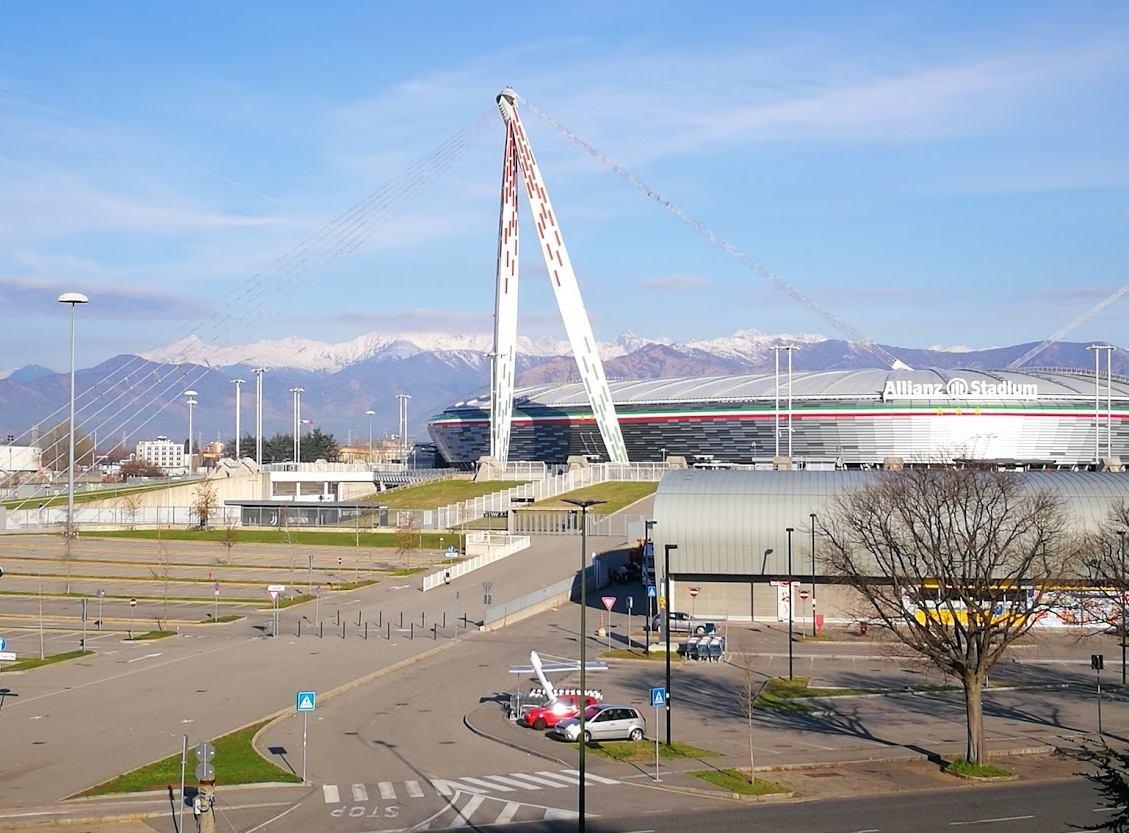
Juventus Stadium
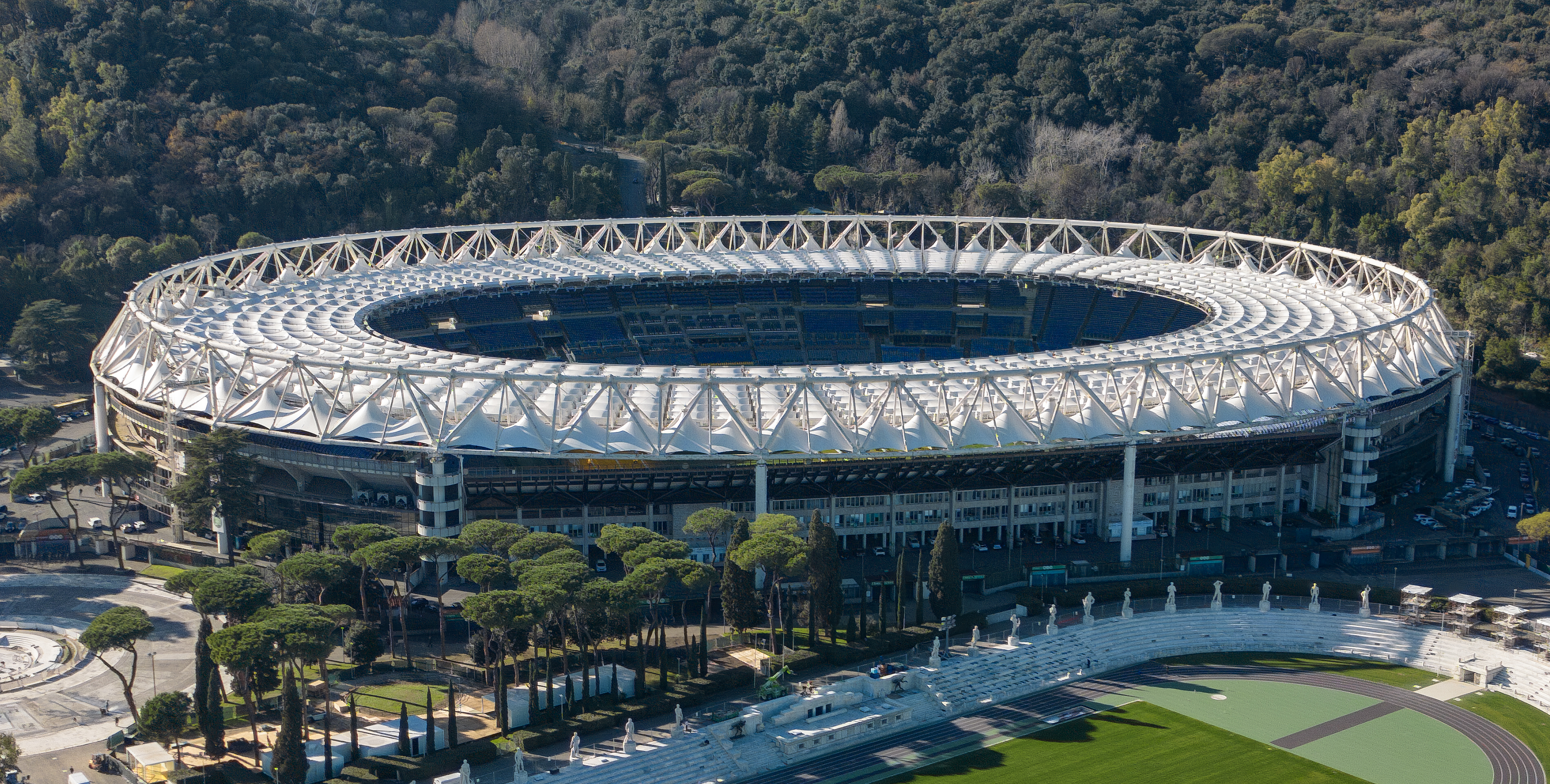
Stade olympique de Rome
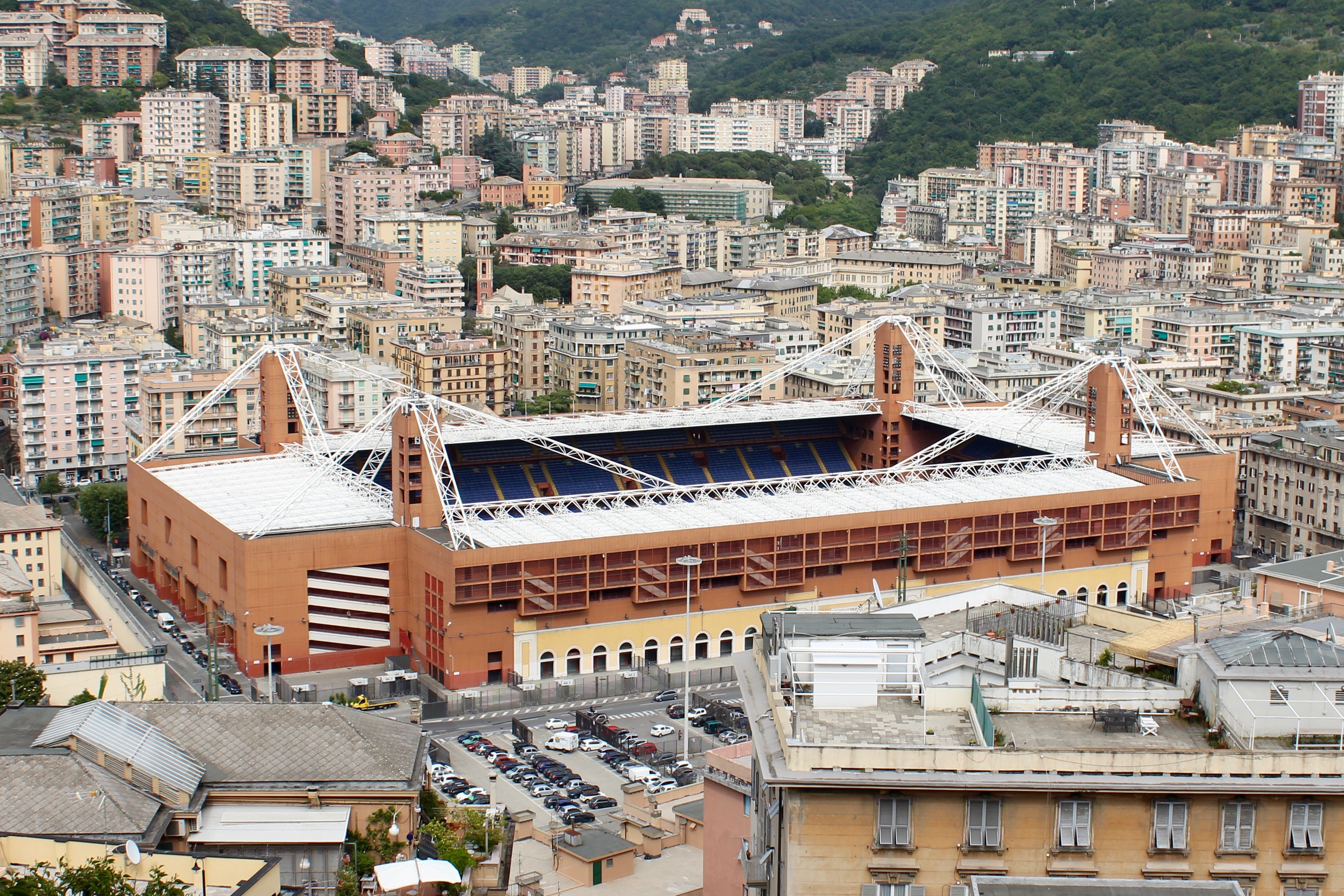
Stade Luigi Ferraris
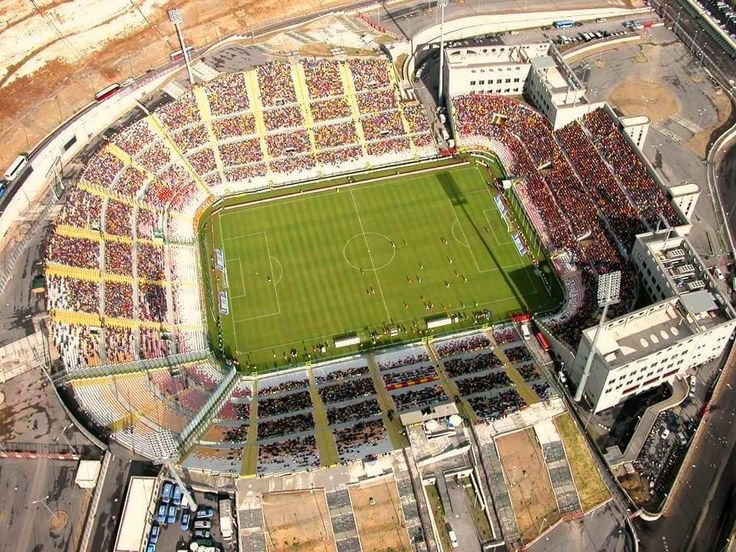
Stade San Filippo